# Lista över fornlämningar i Ronneby kommun (Eringsboda)
Lista över fornlämningar i Ronneby kommun (Eringsboda) är en förteckning av ett urval av de fornlämningar som finns i Eringsboda i Ronneby kommun.
| Namn                         | Lämningstyp    | Tillkomsttid | Historisk indelning  | Plats | Läge                 | ID-nr          | Bild                                 |
| ---------------------------- | -------------- | ------------ | -------------------- | ----- | -------------------- | -------------- | ------------------------------------ |
| Eringsboda 2:1               | Stenkammargrav |              | Eringsboda, Blekinge |       | 56.473944, 15.391338 | 10099100020001 | Ladda upp en bild av detta fornminne |
| Eringsboda 2:2               | Röse           |              | Eringsboda, Blekinge |       | 56.474147, 15.391564 | 10099100020002 | Ladda upp en bild av detta fornminne |
| Eringsboda 3:1               | Stenkammargrav |              | Eringsboda, Blekinge |       | 56.472786, 15.391532 | 10099100030001 | Ladda upp en bild av detta fornminne |
| Eringsboda 4:1               | Röse           |              | Eringsboda, Blekinge |       | 56.472793, 15.392143 | 10099100040001 | Ladda upp en bild av detta fornminne |
| Eringsboda 5:1               | Röse           |              | Eringsboda, Blekinge |       | 56.466596, 15.386561 | 10099100050001 | Ladda upp en bild av detta fornminne |
| Drakarör (Eringsboda 7:1)    | Stenkammargrav |              | Eringsboda, Blekinge |       | 56.493838, 15.386408 | 10099100070001 | Ladda upp en bild av detta fornminne |
| Pengaröset (Eringsboda 11:1) | Röse           |              | Eringsboda, Blekinge |       | 56.440724, 15.326813 | 10099100110001 | Ladda upp en bild av detta fornminne |
| Eringsboda 13:1              | Röse           |              | Eringsboda, Blekinge |       | 56.462341, 15.397281 | 10099100130001 | Ladda upp en bild av detta fornminne |
| Eringsboda 14:1              | Röse           |              | Eringsboda, Blekinge |       | 56.465396, 15.395010 | 10099100140001 | Ladda upp en bild av detta fornminne |
| Eringsboda 17:1              | Stensättning   |              | Eringsboda, Blekinge |       | 56.478676, 15.386760 | 10099100170001 | Ladda upp en bild av detta fornminne |
| Eringsboda 18:1              | Röse           |              | Eringsboda, Blekinge |       | 56.472993, 15.395576 | 10099100180001 | Ladda upp en bild av detta fornminne |
| Eringsboda 18:2              | Röse           |              | Eringsboda, Blekinge |       | 56.473486, 15.395503 | 10099100180002 | Ladda upp en bild av detta fornminne |
| Eringsboda 29:1              | Hällristning   |              | Eringsboda, Blekinge |       | 56.435677, 15.364023 | 10099100290001 | Ladda upp en bild av detta fornminne |
| Eringsboda 29:2              | Hällristning   |              | Eringsboda, Blekinge |       | 56.435680, 15.364101 | 10099100290002 | Ladda upp en bild av detta fornminne |
| Eringsboda 29:3              | Hällristning   |              | Eringsboda, Blekinge |       | 56.435614, 15.364068 | 10099100290003 | Ladda upp en bild av detta fornminne |
| Eringsboda 29:4              | Hällristning   |              | Eringsboda, Blekinge |       | 56.435671, 15.363916 | 10099100290004 | Ladda upp en bild av detta fornminne |
| Eringsboda 29:5              | Hällristning   |              | Eringsboda, Blekinge |       | 56.435609, 15.363421 | 10099100290005 | Ladda upp en bild av detta fornminne |
| Eringsboda 39:1              | Röse           |              | Eringsboda, Blekinge |       | 56.464663, 15.394105 | 10099100390001 | Ladda upp en bild av detta fornminne |